# Leeds Central

Leeds Central dans le West Yorkshire.

La circonscription de Leeds Central  est une circonscription anglaise située dans le West Yorkshire et représentée à la Chambre des communes du Parlement britannique.